# Quarantine (canción)
«Quarantine» —en español: «Cuarentena»— es una canción grabada por la banda de rock estadounidense Blink-182. La canción fue lanzada el 7 de agosto de 2020 a través de Columbia Records. El tema punk de ritmo rápido explora el aburrimiento durante el bloqueo autoimpuesto causado por la pandemia de COVID-19. Fue escrito por el bajista Mark Hoppus, quien canta como solista en la pista. La composición adicional se atribuye al baterista Travis Barker y al compositor Brian Lee, quienes también produjeron la canción.

## Antecedentes y composición
"Quarantine" fue escrito sobre los cierres pandémicos de COVID-19 impuestos en marzo de 2020. Hoppus abre la canción expresando aburrimiento de la vida encerrado, reconociendo su lugar en la vida: "Creo que tengo la suerte de estar tan aburrido", canta. Continúa sugiriendo que preferiría estar en otro lugar, incluidas las tareas tediosas comúnmente citadas, como ir al DMV. La letra toma un giro político, haciendo referencia a la creencia del presidente Donald Trump de que el virus "desaparecería en abril". La canción fue grabada en mayo de 2020.
Hoppus escribió la canción con el baterista Travis Barker y el músico Brian Lee, un compositor conocido por su trabajo con artistas pop como Camila Cabello, Post Malone y Justin Bieber. Aunque el guitarrista Matt Skiba no está acreditado en la canción, sí aparece en el video musical. Durante un Instagram en vivo, Hoppus explicó que Skiba se negó a ir al estudio a grabar para permanecer en cuarentena, ya que sospechaba que había estado muy cerca de alguien que fue diagnosticado con COVID-19 y no se reincorporó a la banda en el estudio hasta que una vez completada la canción.
Esta canción ha sido descrita como punk rock y skate punk por los críticos.